# Flintholm (métro de Copenhague)
Flintholm est une station des lignes 1 et 2 du métro de Copenhague située sur la commune de Frederiksberg. 

## Situation
Flinthholm est desservie par les lignes 1 et 2 du métro de Copenhague. Cette station aérienne se trouve entre Lindevang et Vanløse.

## Histoire
La station de métro Flintholm a ouvert au public le 12 octobre 2003 à l'occasion de la mise en service du prolongement nord des lignes 1 et 2 du métro de Copenhague.

## Services aux voyageurs

### Intermodalité
La station Flinthiolm est en correspondance avec la gare de Flintholm desservie par les lignes C, F et H réseau S-tog. La correspondance se fait par l'extérieur.

## À proximité
- Grøndalsparken : parc public